# Année internationale de l'agriculture familiale
L'Organisation des Nations unies (ONU) a proposé que 2014 soit l'année internationale de l'agriculture familiale.

## Enjeux
Le secteur agricole est le premier employeur au niveau mondial et les familles forment l’essentiel de cette force de travail. L’agriculture familiale produit plus de 70 % de la production alimentaire et gère une proportion considérable des ressources naturelles. Les agriculteurs familiaux représentent 40 % de la population active mondiale. L’agriculture devra nourrir 9 milliards de personnes en 2050.

## Genèse
En 2008, plus de 350 organisations de 60 pays sur les cinq continents se sont jointes à une campagne portée par le Forum rural mondial en faveur de l’Année internationale de l'agriculture familiale. Certains gouvernements, centres de recherche et organisations internationales (en particulier la FAO et le FIDA) ont rapidement rallié la campagne. En 2011, le gouvernement des Philippines a mis en œuvre la proposition de proclamation de l’année 2014 comme Année Internationale de l’agriculture familiale devant l’Assemblée générale des Nations unies. La proposition a été approuvée à l’unanimité.
En France, une déclaration en faveur de l’agriculture familiale a été adoptée, à l’initiative du ministre français de l'agriculture Stéphane Le Foll, le 25 février 2014, par des ministres de l’agriculture étrangers sur le salon international de l'agriculture. Cette déclaration avait pour ambition de faire reconnaître aux décideurs politiques des pays du Nord comme des pays du Sud la nécessité de mettre en place des politiques publiques adaptées, capables de créer un environnement favorable au développement des agricultures familiales qui permettent de nourrir 70 % de la population mondiale.
Cette déclaration a été la première déclaration ministérielle adoptée au Salon International de l'Agriculture.